# Escombra
Una escombra, escampa, agraner o granera és una eina de neteja que consisteix en un feix de branquillons flexibles, de palmes, de bruc, de plàstic, etc. (dit palmes d'una granera), lligat generalment al cap d'un bastó o canya (dit mànec), que s'utilitza per a arreplegar i llevar la brossa, la pols o la brutícia d'una superfície. En el català occidental i balear hom diu agranar (tanmateix, s'hi escombren els forns) i escampar, en alguns indrets del Pallars.

## Història
Les primeres escombres i raspalls daten de la prehistòria, quan coses com ales d'ocell i burins es fixaven a mànecs d'os, ivori o fusta. Els pobles indígenes del sud-oest dels Estats Units van crear escombres a partir de plantes de iuca per netejar els pueblos. Els pobles indígenes de Santa Llúcia van crear escombres amb fulles de coco per netejar al voltant de les llars de foc. Les escombres s'esmenten al manuscrit de 1540 del Còdex Mendoza dels asteques, que instrueix les noies a escombrar.

### Escombra en l'edat mitjana
Les escombres eren fetes amb un feix de branques, de palma o margalló. Quan es feia inventaris de les cases no se citaven les escombres, devien ser objectes de poc valor que ni s'esmenten; probablement es confeccionaven a la llar mateixa amb branques de boix, de bruc, amb fulles de palma o altres vegetals. Un inventari d'una botiga de Barcelona ens il·lustra sobre la venda de materials que es podien utilitzar per fabricar a casa escombres i altres estris de neteja: hi havia manolls de bruc i de farigola, tupelles, és a dir flocs, d'espart, manades de cèrcols d'espart, cordes de cànem, de palma, de pell.
La iconografia antiga presenta alguna escombra formada per unes branquetes lligades al capdamunt amb un cordill, així veiem una dona que escombra al Livre des propriétés des choses del segle XV i també a les Lleis Palatines del rei de Mallorca veiem els escombradors reials amb dues escombres molt flexibles que semblen fetes de palma. Cap d'aquestes escombres no té mànec de fusta o de canya, sinó que el mànec està format pel lligat del feix de branques del cap d'amunt.
L'escombra de bedoll es feia lligant branquetes a un mànec amb una tira de fusta de freixe, collida d'un tronc després de rentar-lo en un rierol corrent. L'escombra es va convertir en un símbol de les cerveseries a Anglaterra, on els cervesers l'utilitzaven com a batedor mentre fermentaven begudes alcohòliques, i les escombres s'exhibien típicament als pubs. Quan no s'utilitzava, l'escombra de cerveser s'emmagatzemava i s'assecava en clavilles de paret o penjada amb un cordó de cuir. L'escombra no es va rentar perquè el llevat quedés a les truges per a futurs usos. Les escombres de llar de foc es van crear a Irlanda per mantenir la cendra a la llar de foc. Fins al segle XVIII, les escombres es feien a mà.

## Estats units

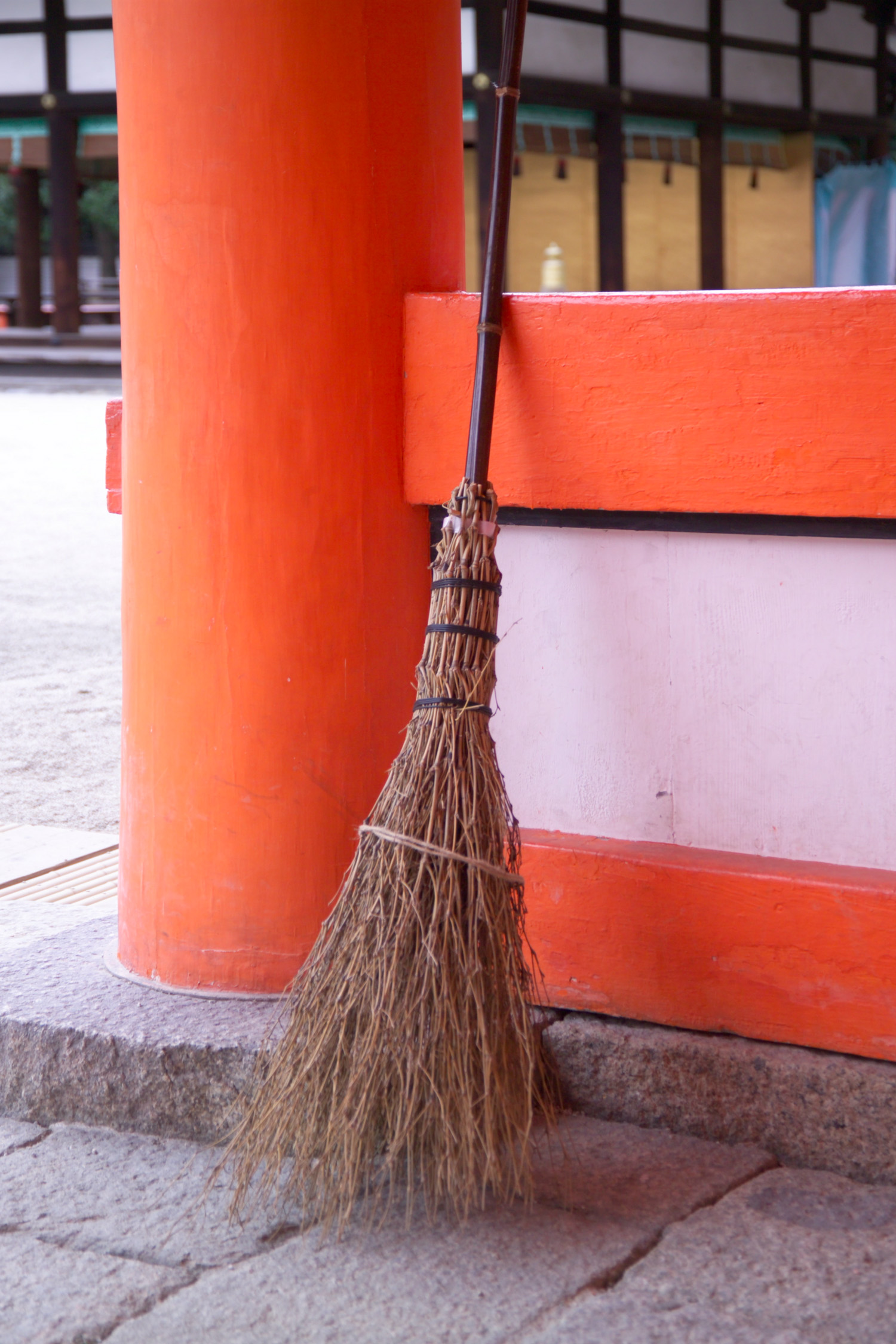
Una escombra o granera.

El 1797, la qualitat de les escombres va canviar quan Levi Dickenson, un pagès de Hadley, Massachusetts, va fer una escombra per a la seva dona, utilitzant les borles de sorgo, un gra que cultivava per a les llavors. La seva dona va difondre bones paraules per la ciutat, creant demanda de les escombres de sorgo de Dickenson. Les escombres de sorgo van aguantar bé, però finalment, com totes les escombres, es van desfer. Posteriorment, Dickenson va inventar una màquina que faria millors escombres i més ràpides que ell. El 1810 es va inventar la màquina d'escombra de pedal. Aquesta màquina va tenir un paper integral en la Revolució Industrial.
Els Shakers van començar a cultivar blat de moro per crear escombres als Estats Units actuals, que elaboraven amb rodes de pedal i emmagatzemaven penjades a la paret sota una caputxa de cotó. El Shaker Theodore Bates va inventar l'escombra plana el 1798. Benjamin Franklin conreava ginesta francesa, una pràctica que després va ser adoptada per Thomas Jefferson, que va fer escombres amb aquesta planta. Els nord-americans solien tenir escombres amb les seves llars de foc a principis del segle XIX.  En aquesta època, les escombres les feien sovint nens, discapacitats, ancians i esclaus. A mitjans de segle, les escombres es creaven en fàbriques amb premses, retalladores i màquines de bobinar i després es venien porta a porta. La gent de la frontera americana fabricava escombres amb una tanca de cuir cru humit, que s'assecava i s'enduria al voltant dels branquillons.
Henry Hadley va inventar un blat de moro de ginesta hibridat, collit a màquina, a la Universitat d'Illinois el 1983 per a una creació més eficient de ginestes. Les escombres modernes fabricades en fàbrica estan fetes amb branquillons de palla, que s'aplanen i es cusen abans d'inserir-hi un mànec. Als països industrialitzats, les escombres de vegades són substituïdes per instruments de neteja motoritzats com ara bufadors de fulles i aspiradores. Les escombres continuen sent d'ús comú per a la neteja al segle XXI.
Una font esmenta que els Estats Units tenien 303 fàbriques d'escombres el 1839 i que el nombre va arribar a 1.039 el 1919. La majoria d'aquestes es trobaven a l'est dels Estats Units; durant la Gran Depressió dels anys trenta, el nombre de fàbriques va disminuir a 320 el 1939. L'estat d'Oklahoma es va convertir en un centre important per a la producció de blat de moro d'escombra perquè el blat de moro d'escombra hi creixia especialment bé, i l'Oklahoma Broom Corn Company va obrir una fàbrica a El Reno el 1906. Davant la competència de les escombres i les fibres rígides sintètiques importades, la majoria de les fàbriques van tancar a la dècada del 1960.

## Menes d'escombres
Una escombra està formada per dues parts: el mànec, que és un pal cilíndric llarg, i les fibres rígides disposades paral·lelament a la base.
- Escampa: escombra de palma, i mànec curt que serveix per a collir la farina de la pastera, del taulell, etc.
- Escombra de jardí: escombra consistent en un feix de brins o pues, de material metàl·lic o plàstic, lligat en forma de ventall, que serveix especialment per a llevar la brossa del jardí.
- Escombreta: escombra petita que no té mànec o amb mànec (molt) curt, manejables amb una sola mà, destinada a netejar recipients, objectes, espais petits, llocs amb raconades, emblanquinar, escurar la pastera, espolsar els fogons, etc.
- Ramàs, raspall, escampa, escampall, escampill, escombrall o escobàs: escombra rudimentària amb mànec llarg o sense, feta de branquillons o branques d'arbust com ara el bedoll, el bàlec, el bruc (amb els brins), etc. (o un drap o feix de draps) que serveix per a escombrar superfícies planes, com l'era o el forn per a llevar-ne la cendra abans d'enfornar. S'ha confeccionat tradicionalment els raspalls o ramassos emprant les tiges de la planta dita herba escombrera o herba granera (Mantisalca salmantica) o la cornera.
- Baleja o baleig: escombra feta de branques de corner o d'altra planta verda, que s'empra per a balejar, ço és llevar amb els baleigs del munt de blat ventat o ererat, agranant per damunt.

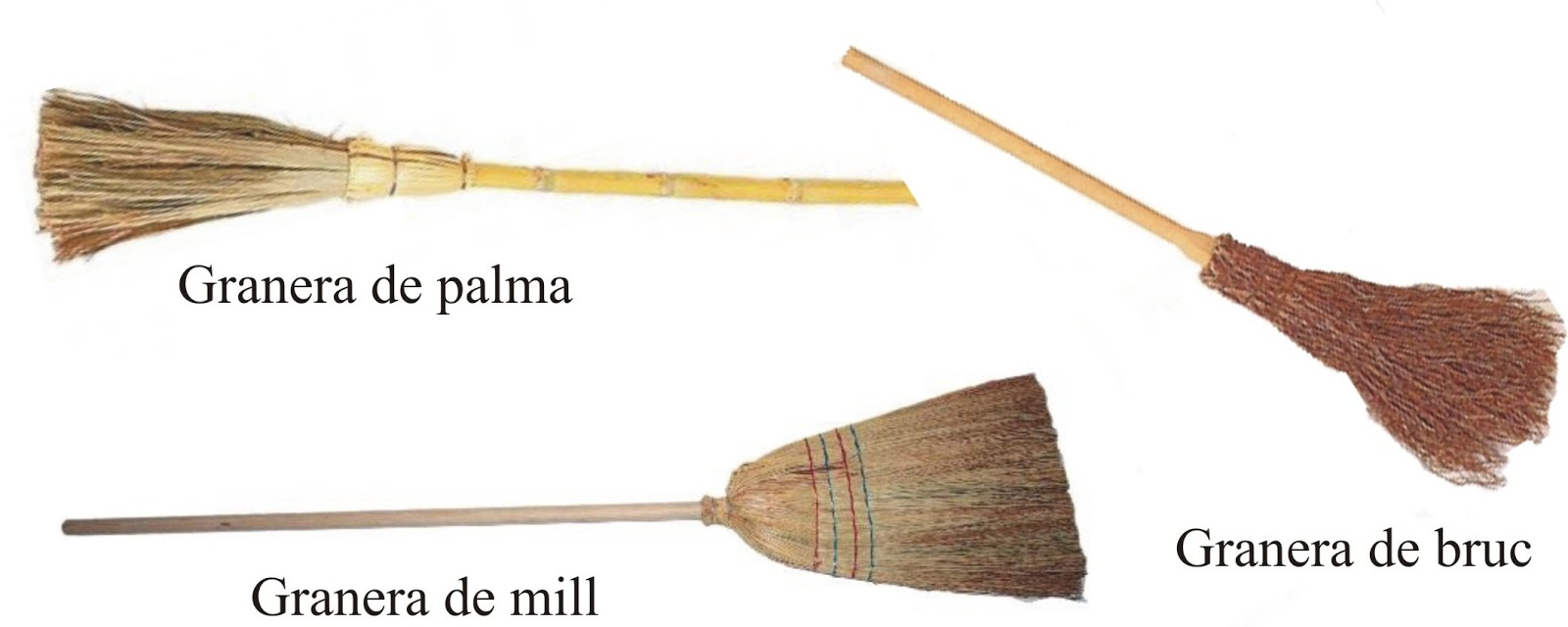
Menes de graneres
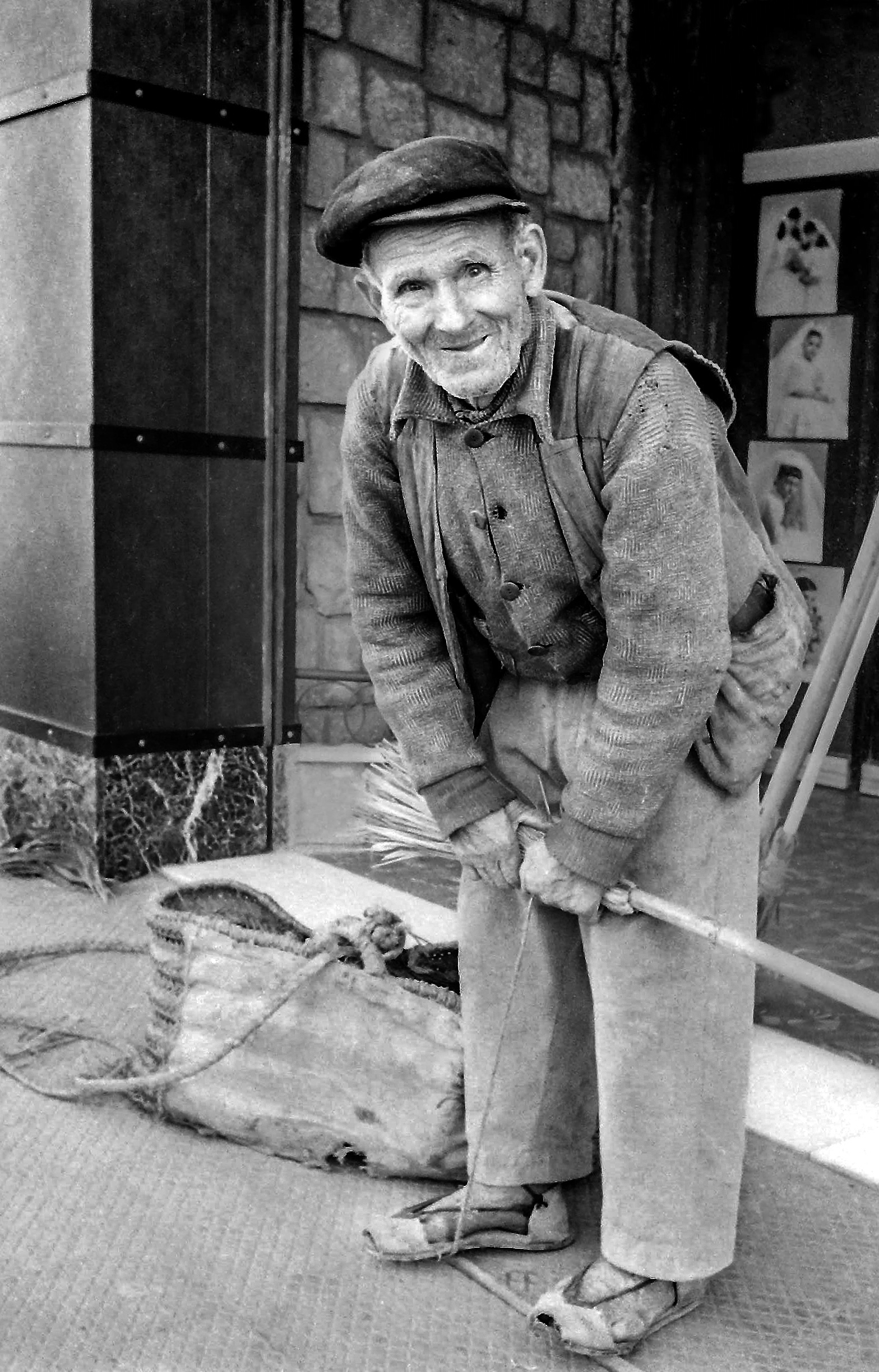
El granerer, 1967
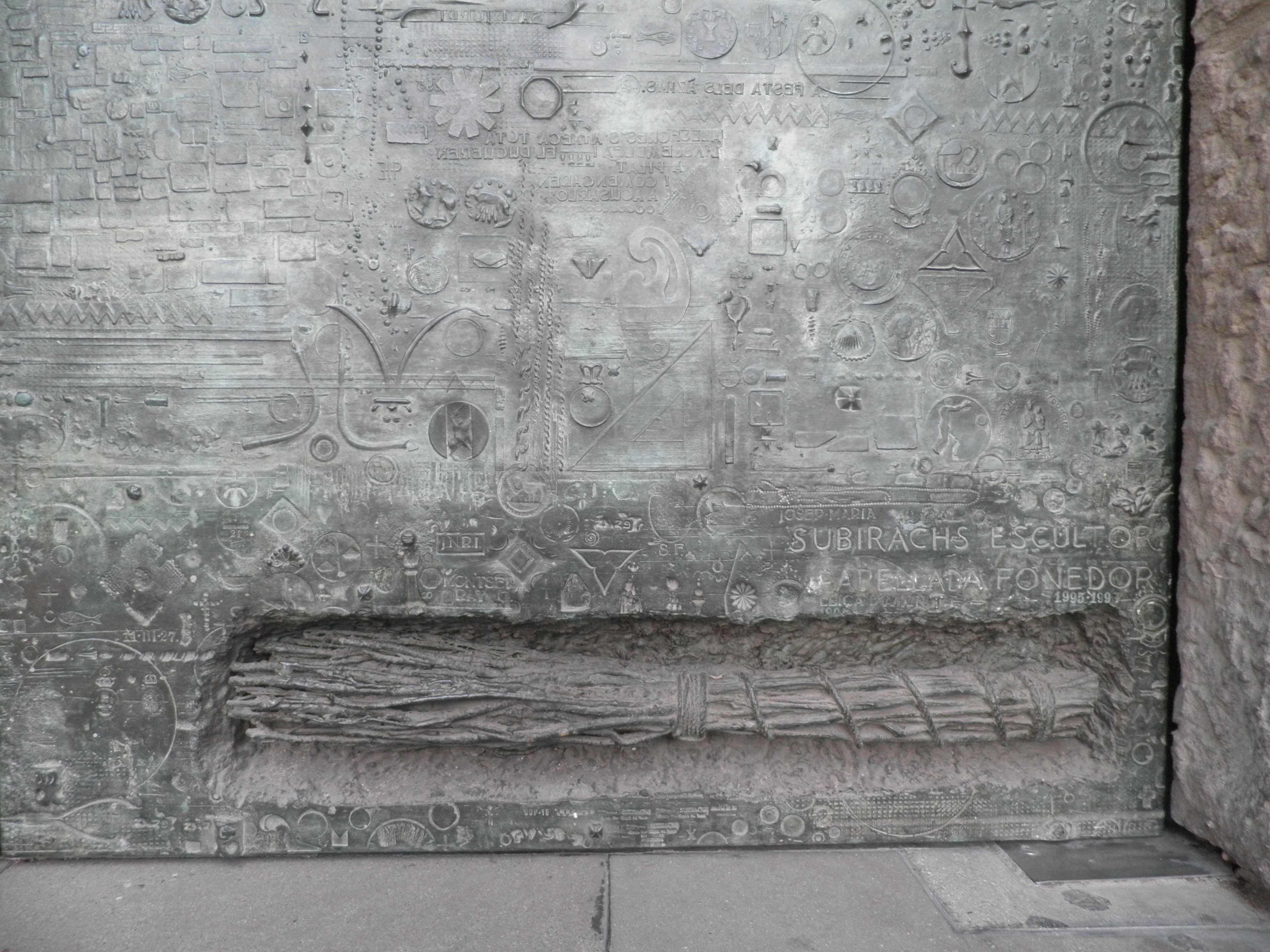
Escombra de boix en una porta de la Sagrada Família

L'Administració de Cooperació Internacional dels Estats Units va fer una distinció entre les escombres en funció de la qualitat de fibres rígides. Les escombres de saló estan fetes de fibres verdes llises i solen tenir raspalls de 35 a 45 cm de llarg. Les escombres de catifes són una variant més econòmica de l'escombra de saló que utilitza fibres rebutjades per al seu ús en escombres de saló per ser de color descolorit o de menor qualitat. Les escombres estàndard utilitzen fibres que es consideraven de massa baixa qualitat per a escombres de saló o escombres de catifes, sovint tenyides de verd per emular altres escombres. Les escombres de llar de foc, o escombres de joguina, estan fetes de fibres diverses que no es poden usar en altres escombres. No es venen normalment com a productes de consum.
Les escombres de magatzem utilitzen fibres més pesades com el vímet o la palma de palmira i estan lligades amb metall. S'utilitzen diferents graus d'escombra de magatzem per denotar la superfície per a la qual està dissenyada, com ara foneries, cobertes o vies fèrries. Els seus pinzells mesuren entre 40 i 45 centímetres de llarg.
Les escombres de panotxa s'utilitzen per netejar teranyines de zones altes i històricament es feien amb raspalls rodons. Les escombres Whisk utilitzen fibres rígides més curtes i fines que altres escombres. Les escombres de goma es van crear a principis del segle XX per evitar les deixalles que s'aixecaven en escombrar amb escombres de palla. 
Com a alternativa a les fibres vegetals, les escombres es poden equipar amb raspalls sintètics fets de materials com el niló o el plàstic. 

## Materials i producció

### Pinzell
El raspall d'una escombra es fa més comunament amb fibres de blat de moro de escombra. Altres materials vegetals comuns utilitzats en les escombres inclouen la palmera, la palla d'arròs, l'arrel d'arròs, la piassava, l'herba, la cítrica i les branquetes. Poden utilitzar una barreja de materials, amb fibres de menor qualitat que omplen el pinzell. La fabricació d'escombres implica coneixements botànics, especialment sobre plantes de ginesta.
Per a les escombres manufacturades, les fibres es classifiquen per qualitat i s'adapten al tipus d'escombra adequat. Després es passen per una igualadora per alinear les fibres, una serra per treure les tiges i un raspador per obrir la palla i treure les llavors. Les fibres es tenyeixen o es blanquegen per aconseguir un color uniforme, o es mullen si ja són d'alta qualitat per poder-les enrotllar més fàcilment. Les fibres externes del pinzell es tracten normalment amb un tint, anomenat cristalls de ginesta, per preservar el color després de l'ús.

### Mànec i fixació
Els mànecs d'escombra de fusta solen estar fets de fusta dura o d'avet. Els mànecs d'escombra de fusta comercials estan pintats o lacats. Les laques poden augmentar la vida útil del mànec de l'escombra a més de tenir una finalitat estètica. Els mànecs d'escombra de fusta solen fer uns 107 cm de llarg i entre 2,75 i 3,5 cm de diàmetre.
Els cables tensors metàl·lics, de vegades fabricats específicament per al seu ús en escombres, passen per una màquina de bobinar per fixar les truges al mànec. El filferro s'enrotlla a través d'un forat al mànec abans de fixar el raspall, normalment sobre els darrers sis polzades del mànec. S'afegeixen truges addicionals als costats per obtenir una forma de raspall plana i proporcionar una superfície per escombrar. Els extrems de la tija de les fibres es tallen i s'afilen i el filferro es clava al mànec. El filferro s'acaba mitjançant diversos mètodes, com ara amb una tapa metàl·lica, amb una capa de vellut o mitjançant una forma cònica. Després d'enfilar l'escombra, les fibres es poden tornar a raspar o sembrar.
Per cosir el pinzell s'utilitza cordill, sovint fet de cotó o lli. Normalment s'usaran com a mínim cinc punts de sutura. La part exterior del raspall pot estar embolicada amb un material com el cuir, substituint una banda de cordill que s'usava per mantenir el raspall unit durant la fabricació.
Les escombres que es venen comercialment poden aplicar una etiqueta enganxada a la fixació amb la marca o el model d'escombra, que es pot utilitzar com a tapa per a les marques de subjecció deixades per una màquina de cablejar.

## L'escombra a la Màgia i bruixeria

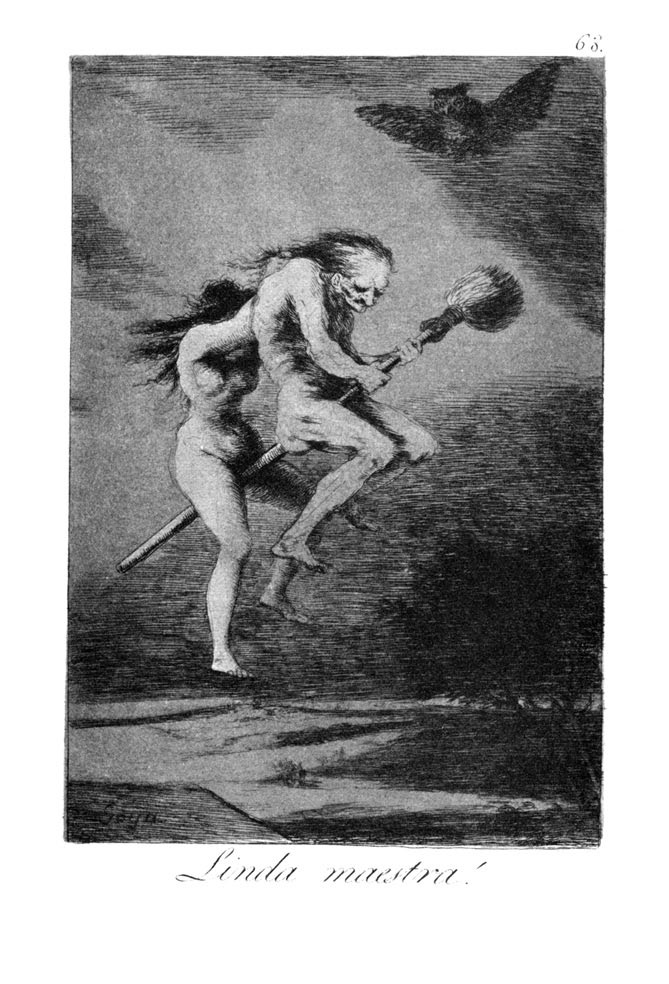
Los Caprichos de Francisco Goya : ¡Linda maestra! ("Les bogeries: Una professora preciosa!") – bruixes que es dirigeixen a un Aquelarre, en una escombra.

### Màgia i bruixeria
De temps antics, és tradició associar les bruixes amb l'escombra, ja que es pensava que, untada amb segons quins ungüents, les bruixes l'encavalcaven com a mitjà de transport per a enlairar-se i volar. Aquesta associació es manté en obres modernes de fantasia, com per exemple en el joc del Quidditch de la sèrie de Harry Potter.
En el context de la bruixeria, és probable que "pal d'escombra" es refereixi a l'escombra en el seu conjunt, coneguda com a escombra . La primera referència coneguda a bruixes volant en escobes data del teòleg tradicionalista islàmic del segle XI Ibn Qudamahin en el seu llibre al-Mughnī (El Persuasor). La primera referència a bruixes volant amb escobes a Europa data del 1453, confessada pel bruixot Guillaume Edelin. El concepte d'ungüent volador utilitzat per les bruixes apareix aproximadament al mateix temps, registrat el 1456.
A la pel·lícula de 1939 de la Metro-Goldwyn-Mayer, El màgic d'Oz, la Malvada Bruixa de l'Oest va utilitzar una escombra per sobrevolar Oz. També la va fer servir per escriure "Surrender Dorothy" sobre la Ciutat Esmerald . El Màgic ordena a Dorothy i als seus tres companys de viatge que li portin l'escombra de la Malvada Bruixa per tal de concedir els seus desitjos. La Dorothy la porta al Mag amb l'Espantaocells, l'Home de Llauna i el Lleó després de la mort de la Bruixa Malvada.
A la pel·lícula Fantasia de Disney de 1940, Mickey Mouse, que interpreta l'aprenent de bruixot, dóna vida a una escombra per fer la seva tasca d'omplir un pou d'aigua. L'escombra s'excedeix amb la seva feina i, quan es talla a trossos, cada estella es converteix en una nova escombra que inunda l'habitació fins que Yen Sid les atura. Aquesta història prové d'un poema de Goethe anomenat Der Zauberlehrling ("L'aprenent de bruixot"). Les escombres de Disney han tingut cameos recurrents als mitjans de comunicació de Disney, principalment retratades com a conserges, tot i que no fora de control ni causant caos com en l'aspecte original.
A Eswatini (Swazilàndia), les escombres de bruixa són feixos curts de pals lligats sense mànec.
Les escombres fan un paper clau en els embolics de Mickey a Fantasia (pel·lícula) i també en ridiculitzar els romans als còmics d'Astèrix als Jocs Olímpics.
Les escombres voladores tenen un paper important en el món fantàstic de Harry Potter, i s'utilitzen tant per al transport com per jugar al popular joc aeri de Quidditch. Les escombres voladores, juntament amb les catifes voladores, són els principals mitjans de transport en el món d'Operation Chaos de Poul Anderson.
Les escombres són un estri bàsic del treball domèstic, per això apareixen associades a santes presentades com a mestresses de casa, com Marta de Betània. Igualment tenen aquesta connotació en històries com el conte popular La rateta que escombrava l'escaleta.
Al jainisme sovint són un símbol de respecte, els monjos les porten per escombrar el terra abans de terra per no aixafar plantes o petits animalons i així demostrar actitud de valoració de qualsevol forma de vida i una aposta per la no-violència.
L'escombra voladora (turc: Uçan Süpürge) és una organització feminista de Turquia que evoca deliberadament les associacions d'una escombra voladora amb les bruixes

## Cultura
Les escombres s'utilitzen en alguns rituals.
Saltar l'escombra, és una tradició que de vegades es practica en casaments afroamericans en què la parella salta per sobre d'una escombra per representar simbòlicament el salt a la vida domèstica. La tradició va ser practicada pels esclavistes americans i altres grups de classe social baixa als Estats Units durant el segle XIX. Va ser revitalitzada per Alex Haley després que aparegués de manera destacada a la seva novel·la Roots: The Saga of an American Family el 1976 i es va convertir en part d'una recuperació més àmplia del patrimoni negre en aquell moment. Altres grups marginats, com els celtes i els romanís, han estat descrits històricament com a practicants de tradicions similars a Gran Bretanya. L'origen precís de saltar l'escombra és incert.
El poble métis del Canadà té una tradició de ballar les escombres. Hi ha exhibicions de ball d'escombra on la gent demostra les seves habilitats de ball d'escombra. El ball animat de l'escombra implica un treball ràpid de peus i salts.
Durant la Segona Guerra Mundial, les tripulacions dels submarins americans lligaven una escombra a la torre de comandament dels seus vaixells quan tornaven al port per indicar que havien "escombrat" els mars de vaixells enemics. La tradició s'ha devaluat en els darrers anys per les tripulacions de submarins que volen una escombra simplement quan tornen del creuer de desinfecció del seu vaixell. Aquesta tradició pot provenir de l'acció de l'almirall neerlandès Maarten Tromp, que va lligar una escombra al seu pal major després de derrotar l'almirall britànic Robert Blake a la batalla de Dungeness el 1652. Sovint això s'ha interpretat com un missatge que "escombraria els britànics dels mars". Aquesta història roman sense fonament, però pot tenir el seu origen en la tradició d'aixecar una escombra com a senyal que un vaixell estava en venda, cosa que sembla més probable, ja que Tromp havia capturat dos dels vaixells de Blake a la batalla.
A Bhojpuri, s'anomena Baṛhanī (prosper), ja que es creu que fa prosperar la família i la casa.

### L'escombra al folklore
El ball de l’escombra és un ball de parelles en què un ballador sense balladora agafa una escombra i simula que neteja fins que en un moment donat es dirigeix a un ballador i li lliura l’escombra; el que la rep ha de cedir-li la balladora i simular que neteja i així successivament.
Es diu fer escombra d'esclafar la part inferior del palmó picant-hi a terra després de beneït, el Diumenge de Rams.

### L'escombra a l'esport
En futbol, en sistemes defensius de marcatge individual, és el defensa escombra és jugador que no marca cap contrari i que té per missió treure de l’àrea pròpia qualsevol pilota que sobrepassi els seus companys de defensa.
El cotxe escombra és un vehicle que, en una cursa ciclista o atlètica, se situa al final de la caravana per recollir els corredors que abandonen la competició.

### L'escombra a la Literatura
El 1701, Jonathan Swift va escriure una " Meditation Upon a Broomstick (Meditació sobre una escombra) ", una paròdia de les Reflexions ocasionals sobre diversos temes de Robert Boyle :
| «                 | Però un pal d'escombra, potser direu, és un emblema d'un arbre dret sobre el seu cap; i, si us plau, què és l'home sinó una criatura capgirada, amb les seves facultats animals perpètuament muntades sobre el seu racional; amb el cap on haurien d'estar els talons, arrossegant-se per la terra, i tanmateix, amb tots els seus defectes, s'erigix en un reformador i corrector universal d'abusos, un eliminador de greuges, escombra tots els racons de la natura, portant a la llum corrupcions ocultes i aixecant una pols poderosa on abans no n'hi havia, participant profundament tot el temps, en les mateixes contaminacions que pretén escombrar: Els seus últims dies els passa en l'esclavitud de les dones, i generalment les menys mereixdores; fins que es desgasta fins als Stumps, com el seu germà Bezom, o bé l'expulsen de les portes o bé l'utilitzen per encendre flames perquè els altres s'escalfin. | » |
| — Jonathan Swift, | |   |

A les novel·les i adaptacions cinematogràfiques de Harry Potter de J. K. Rowling, les escobes són una forma habitual de transport per a mags i bruixes. També s'utilitzen per a l'esport màgic del Quidditch, en què els jugadors utilitzen les seves escombres per volar per un camp i marcar gols.

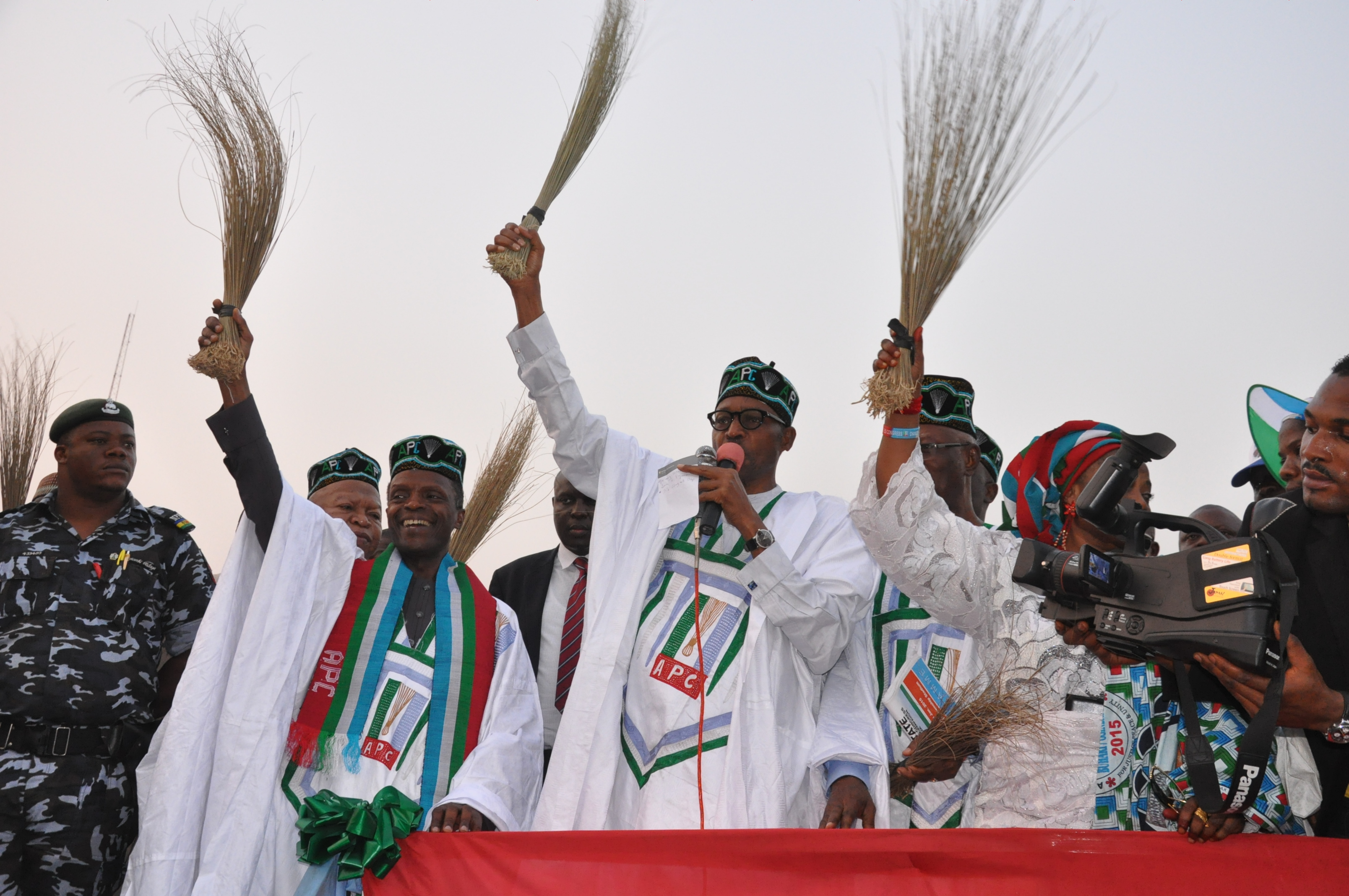
Polítics de l'oposició nigeriana sostenint escombres en un míting de campanya

### L'escombra a la Política
Durant gran part del segle xx, les caricatures polítiques i la propaganda sovint representaven líders nous o imminents que eliminaven figures antigues, corruptes o impopulars.

### L'escombra a la Religió
- En el jainisme, els monjos i les monges porten una petita escombra per apartar suaument les formigues i els animals petits i evitar aixafar-los. Això forma part de l'observació del principi d' Ahinsā.[43]
- Sovint s'atribueix als Shakers la invenció de l'escombra plana.

### L'escombra als Esports
- Escombra de rínxols
- En beisbol i bàsquet, quan l'equip local està a punt d'aconseguir una victòria a zero (havent guanyat els dos primers partits d'una sèrie de tres partits o els tres primers partits d'una sèrie de quatre partits), alguns aficionats porten escombres al camp de beisbol i les branden com a forma de burlar-se de l'equip visitant (exemples: Arkansas vs. LSU, 2011; Red Sox vs. Yankees, 13-15 de maig de 2011 i 7-9 de juny de 2011).
- En el broomball, els pals d'escombra tenen el cap tret i s'utilitzen per empènyer una pilota cap a una porteria, sobre una superfície de gel. El joc és similar a l'hoquei, excepte que els jugadors no porten patins.

## Escombres tradicionals a Catalunya
Els principals centres productors eren Ginestar, Pinell de Brai, Rasquera i Miravet.
L'escombra s'utilitza com a símbol dels següents partits polítics:
- Partit Aam Aadmi, Índia
- Congrés de Tots els Progressistes, Nigèria

## Galeria d'imatges

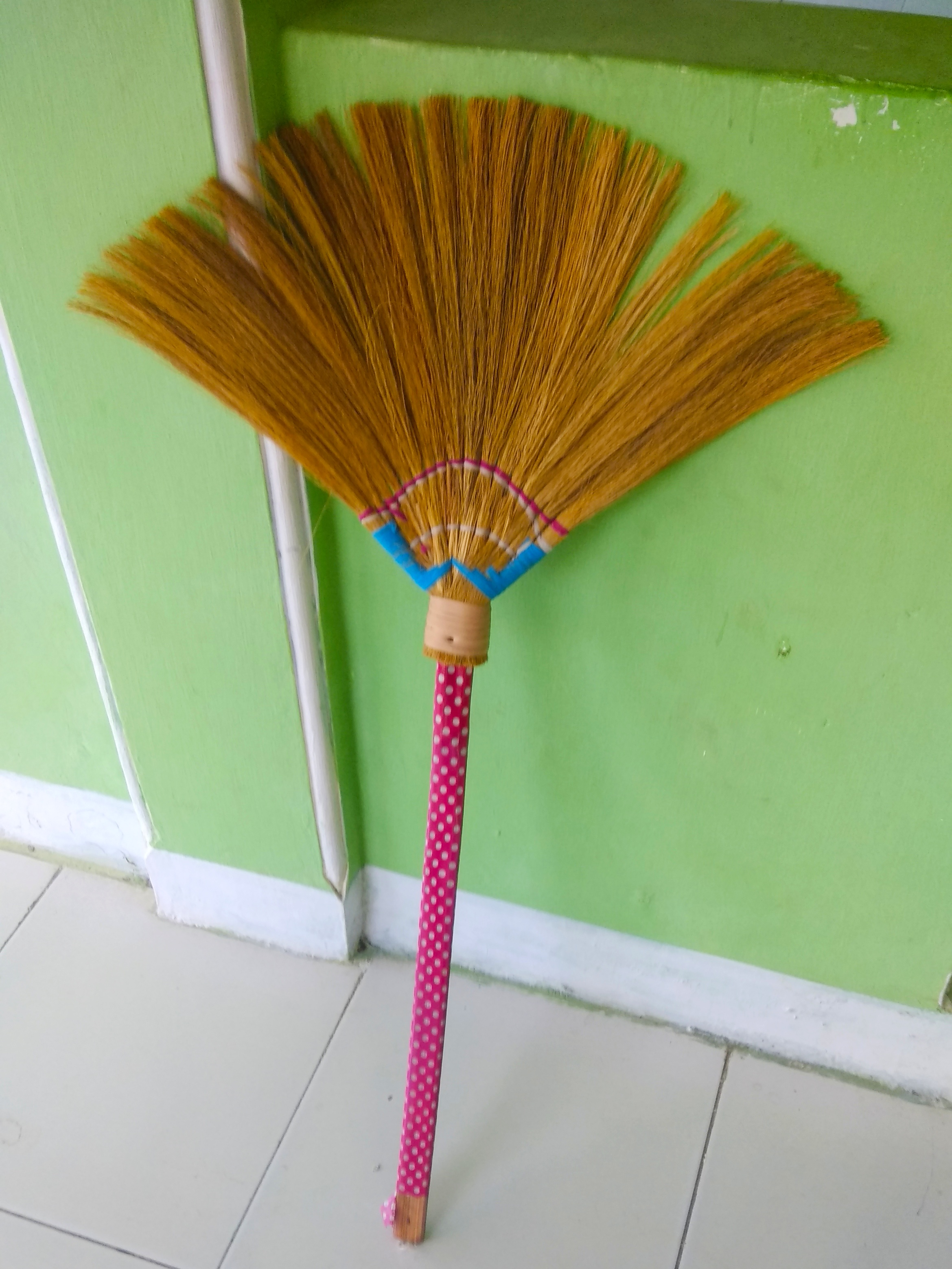
Escombra suau comuna a Indonèsia
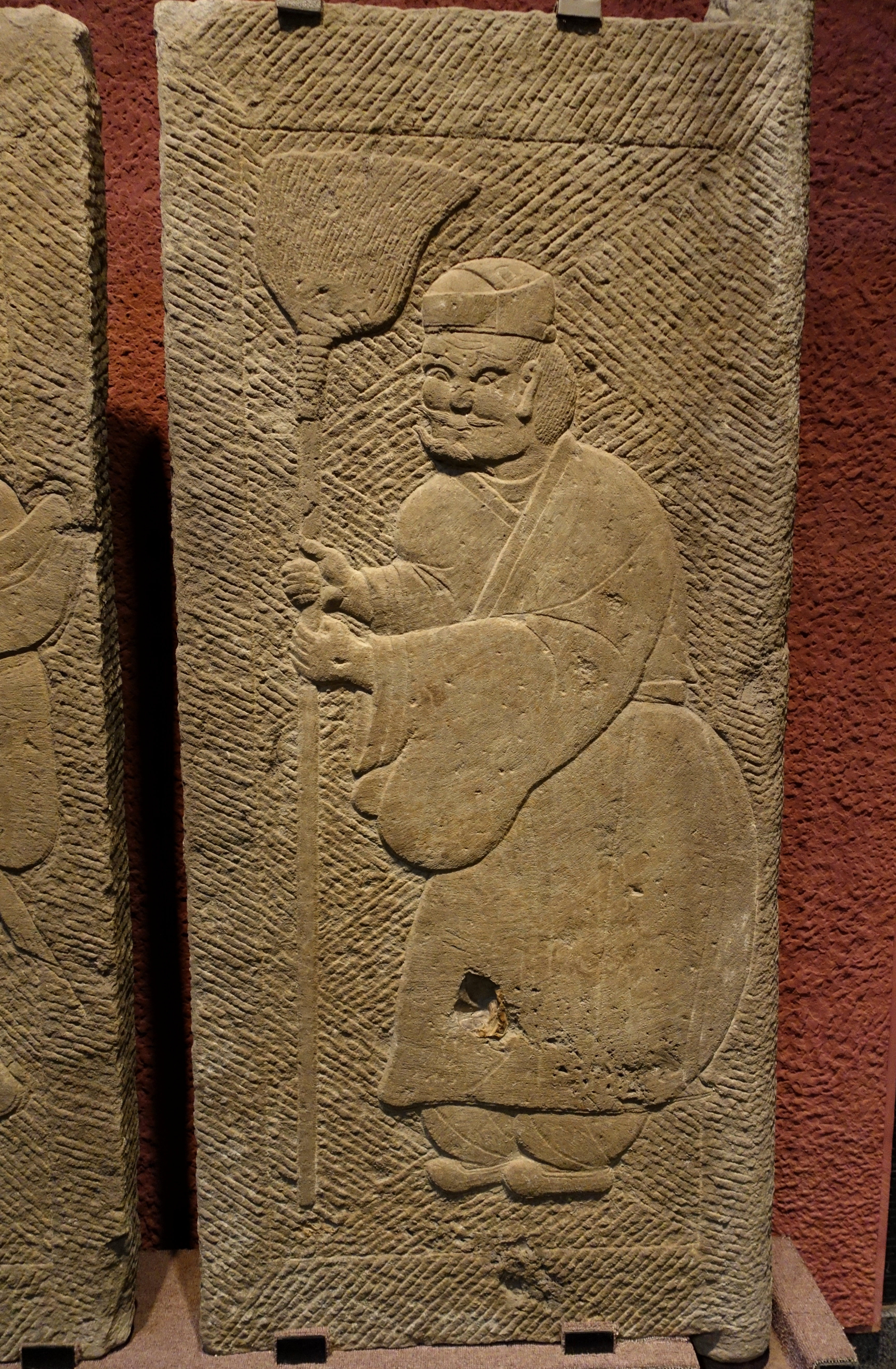
Relleus gravats en portes de tombes de pedra que mostren un home vestit amb hanfu i sostenint una escombra, dinastia Han oriental xinesa (25–220 dC).
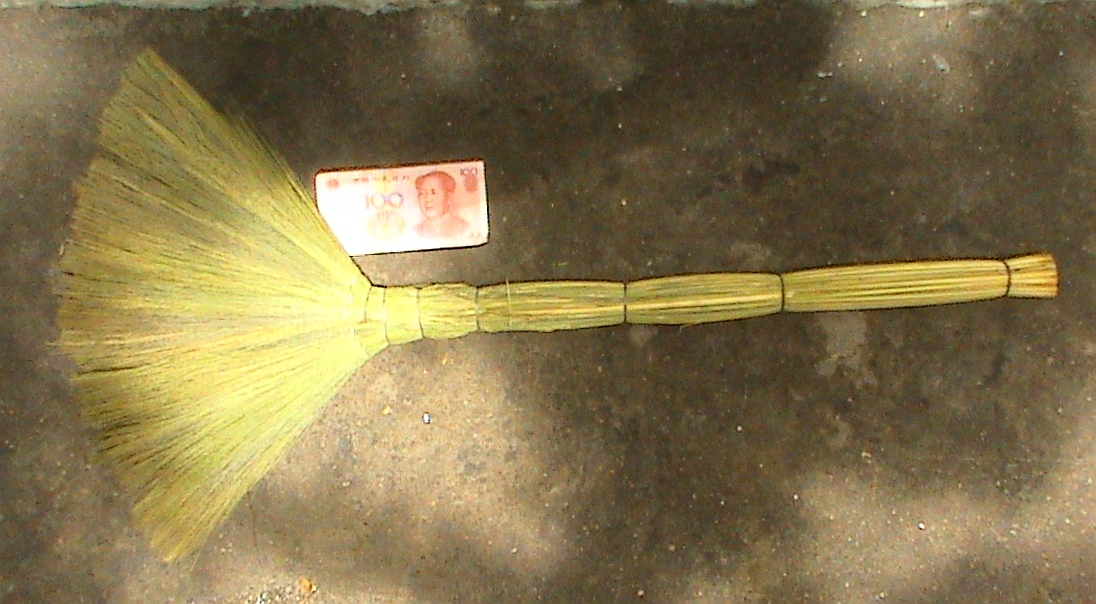
Una escombra suau d'ús comú a la província de Hainan, Xina
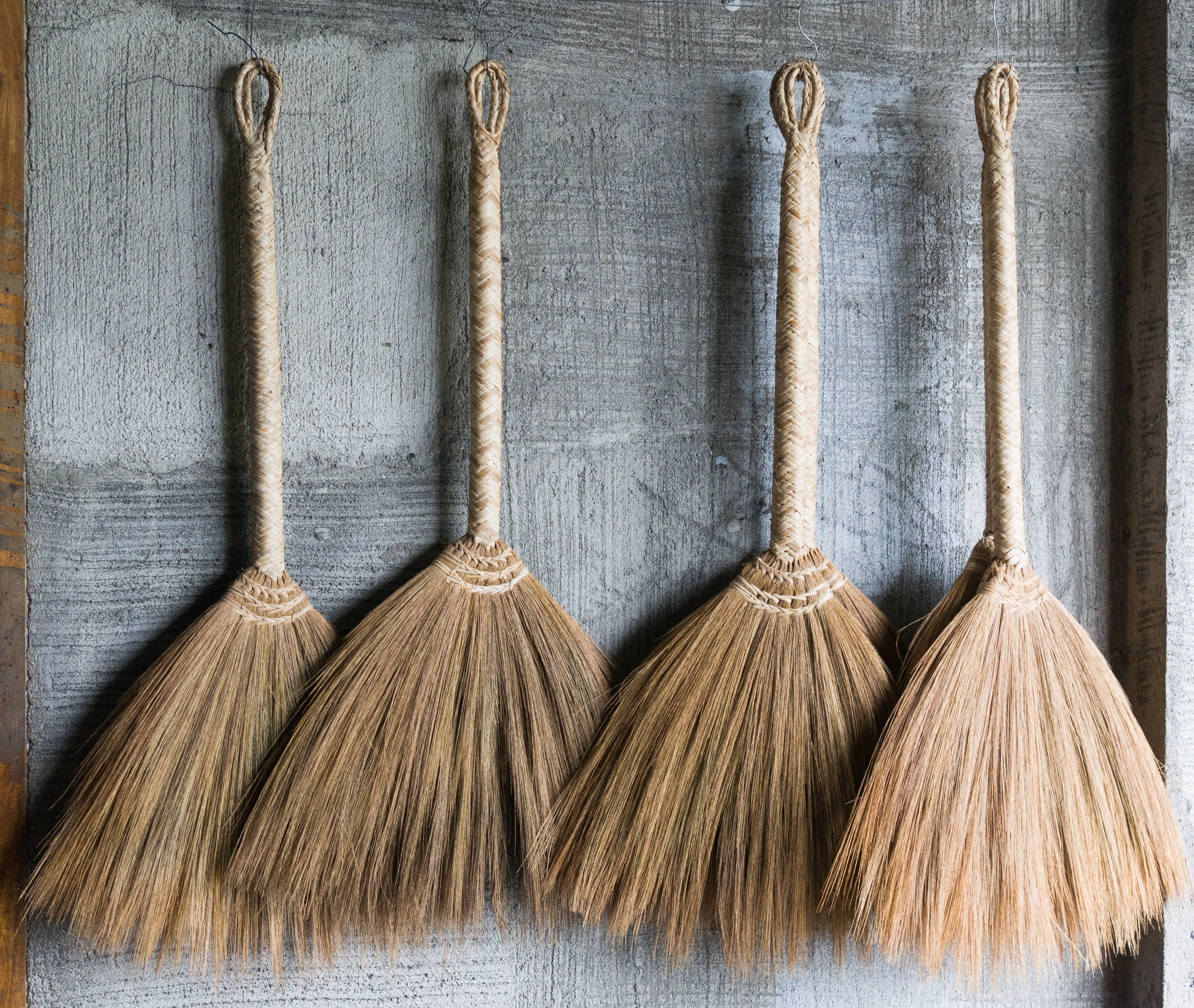
Escombres toves típiques filipines (walís-tambô), Banaue, Ifugao, Filipines
Una parada d'escombres dures (walís-tingtíng) a les Filipines. Les escombres dures filipines sovint es fan amb les venes primàries dures de les fulles de la fulla de cocoter.
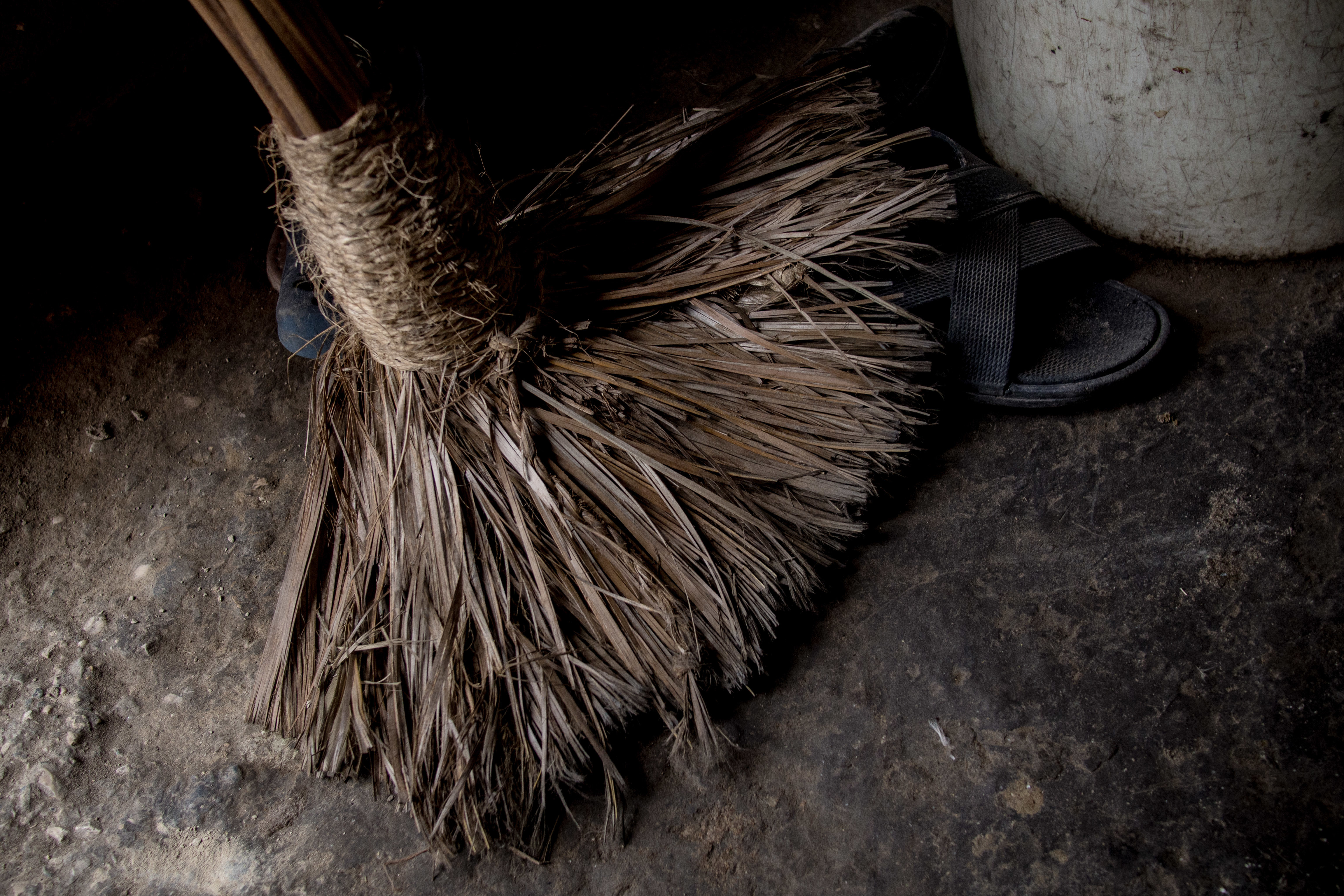
Una escombra típica en una casa a Haití
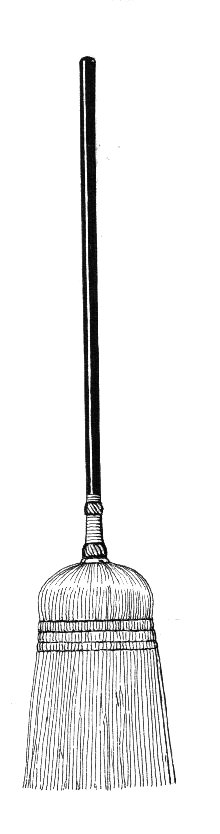
Una escombra amb fibres fetes tradicionalment amb blat de moro de ginesta
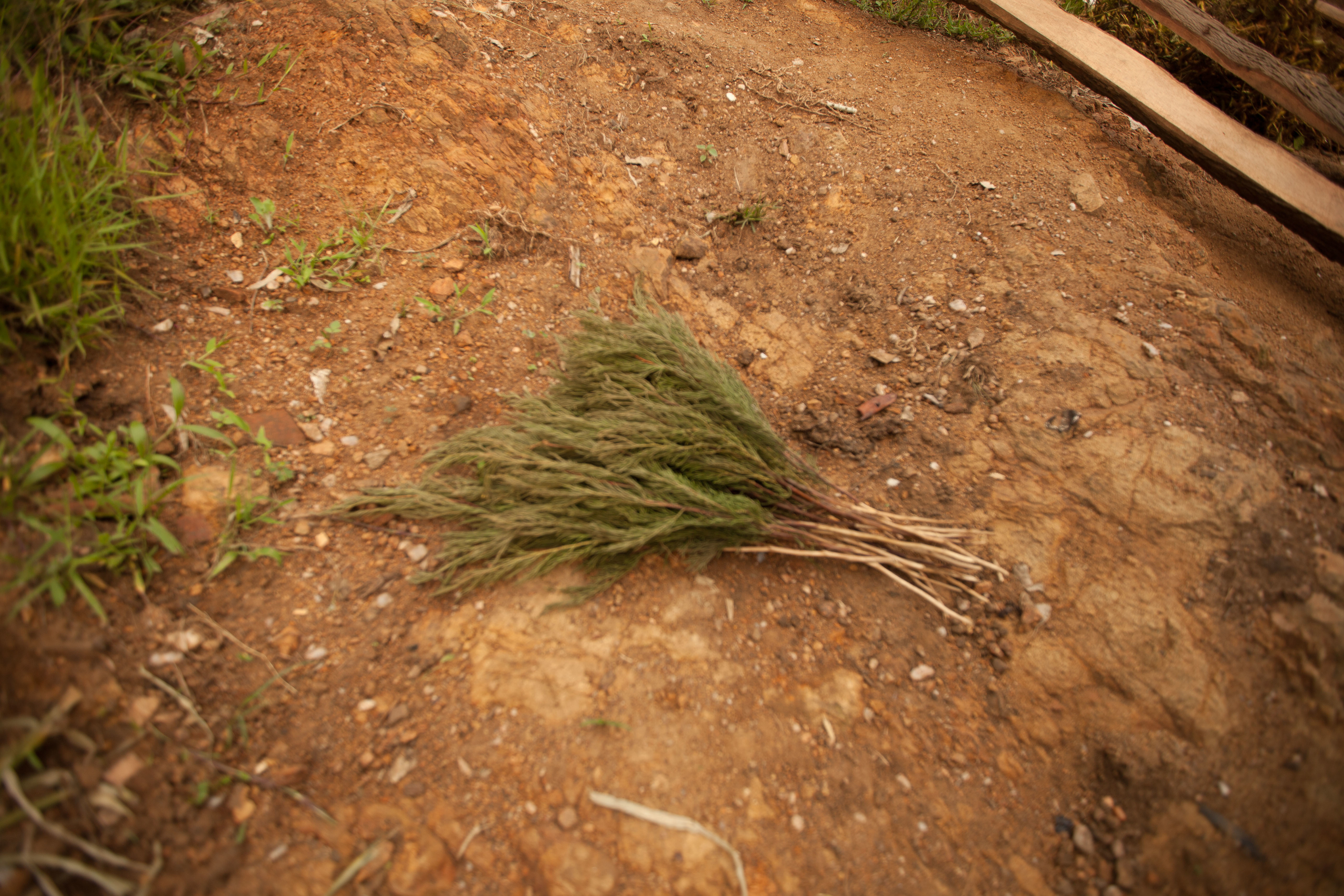
Una escombra en una casa ruandesa, feta de branquetes
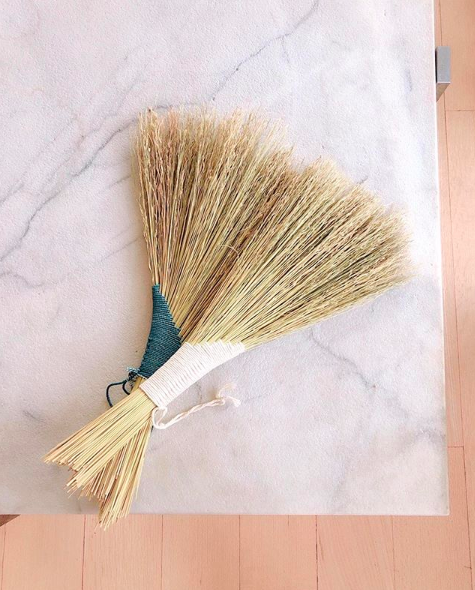
Dues escombres d'estil "cua de gall dindi" fetes de blat de moro de ginesta
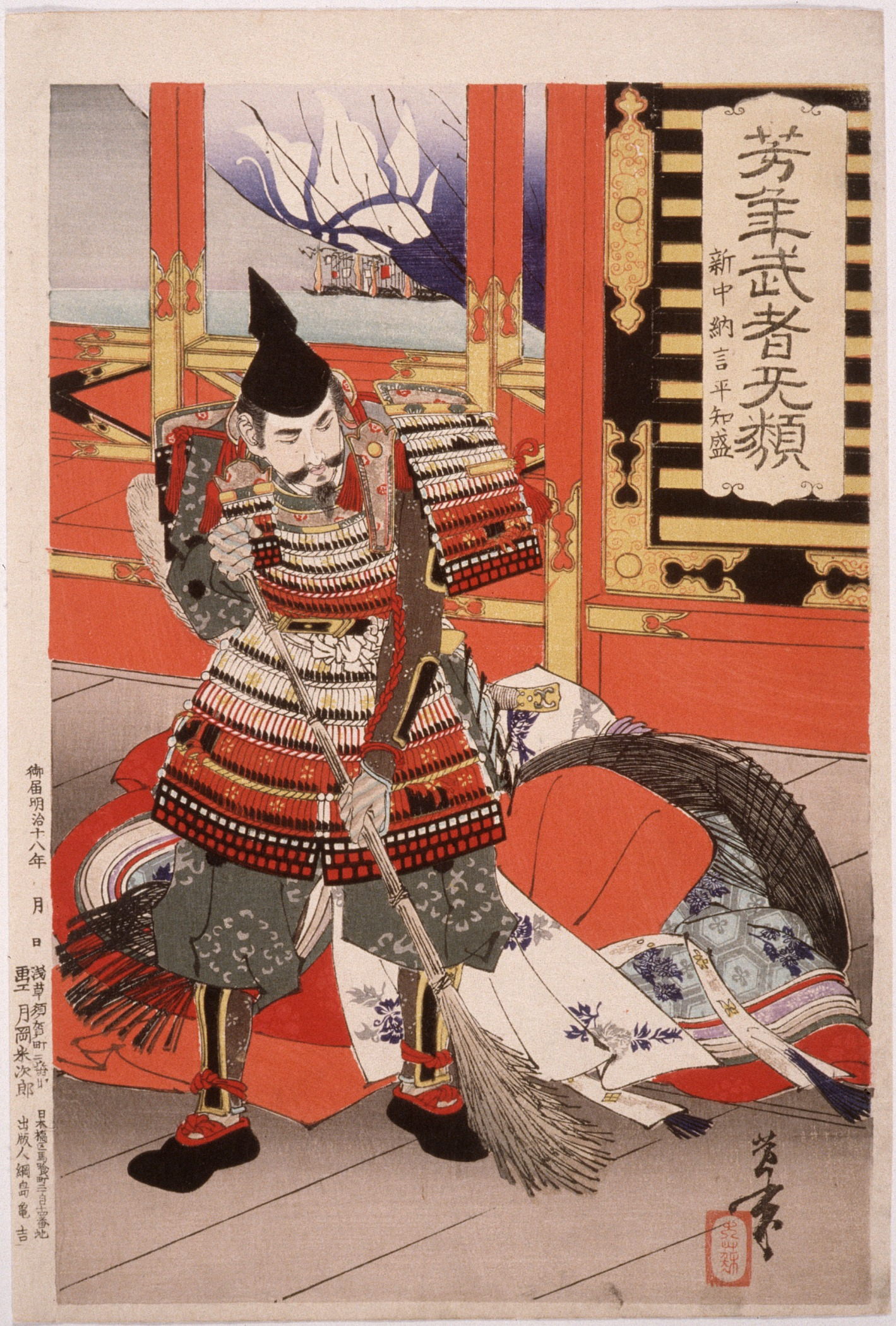
Guerrer japonès escombrant la terrassa amb una escombra abans de suïcidar-se
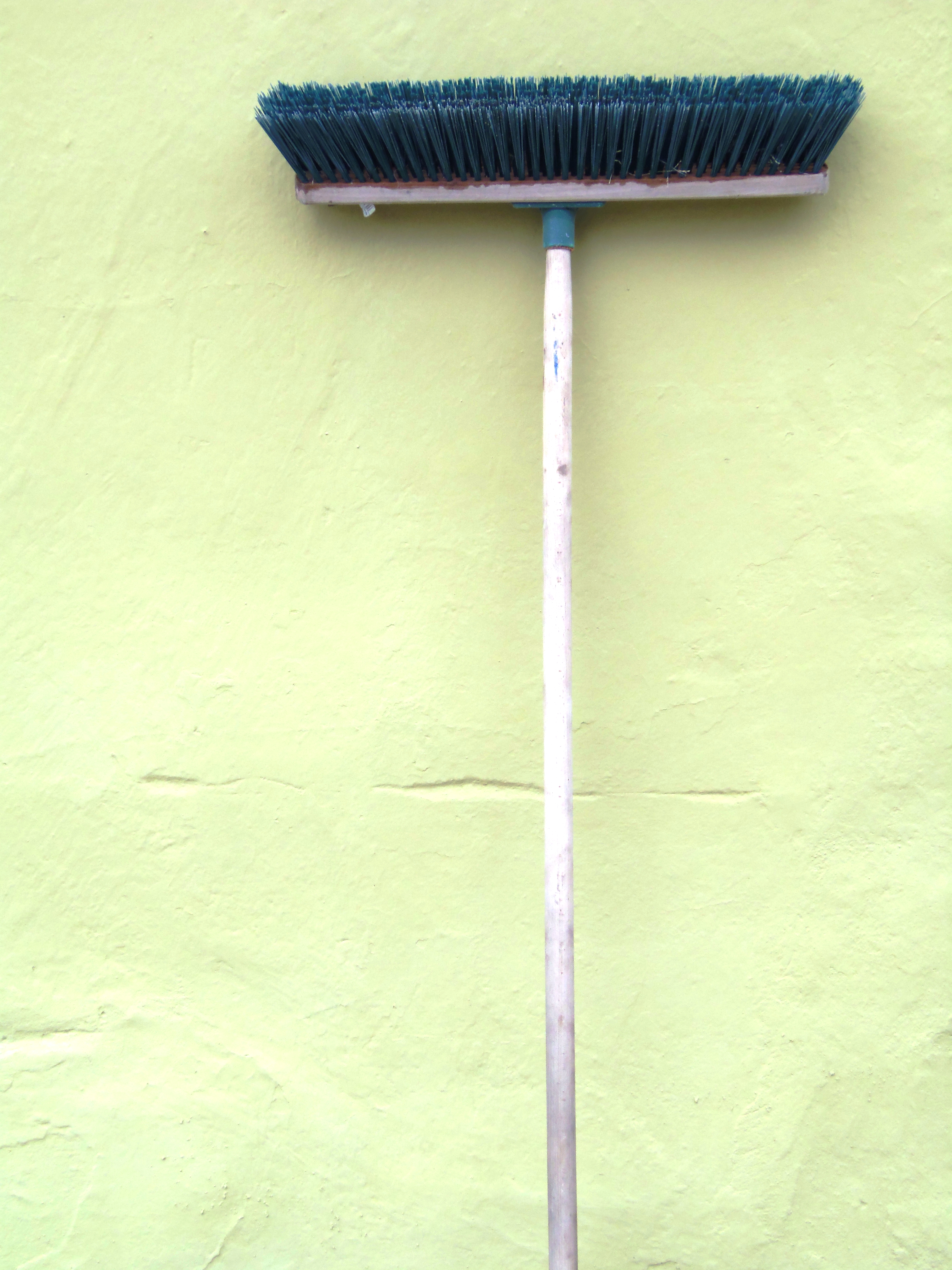
Escombra de terra
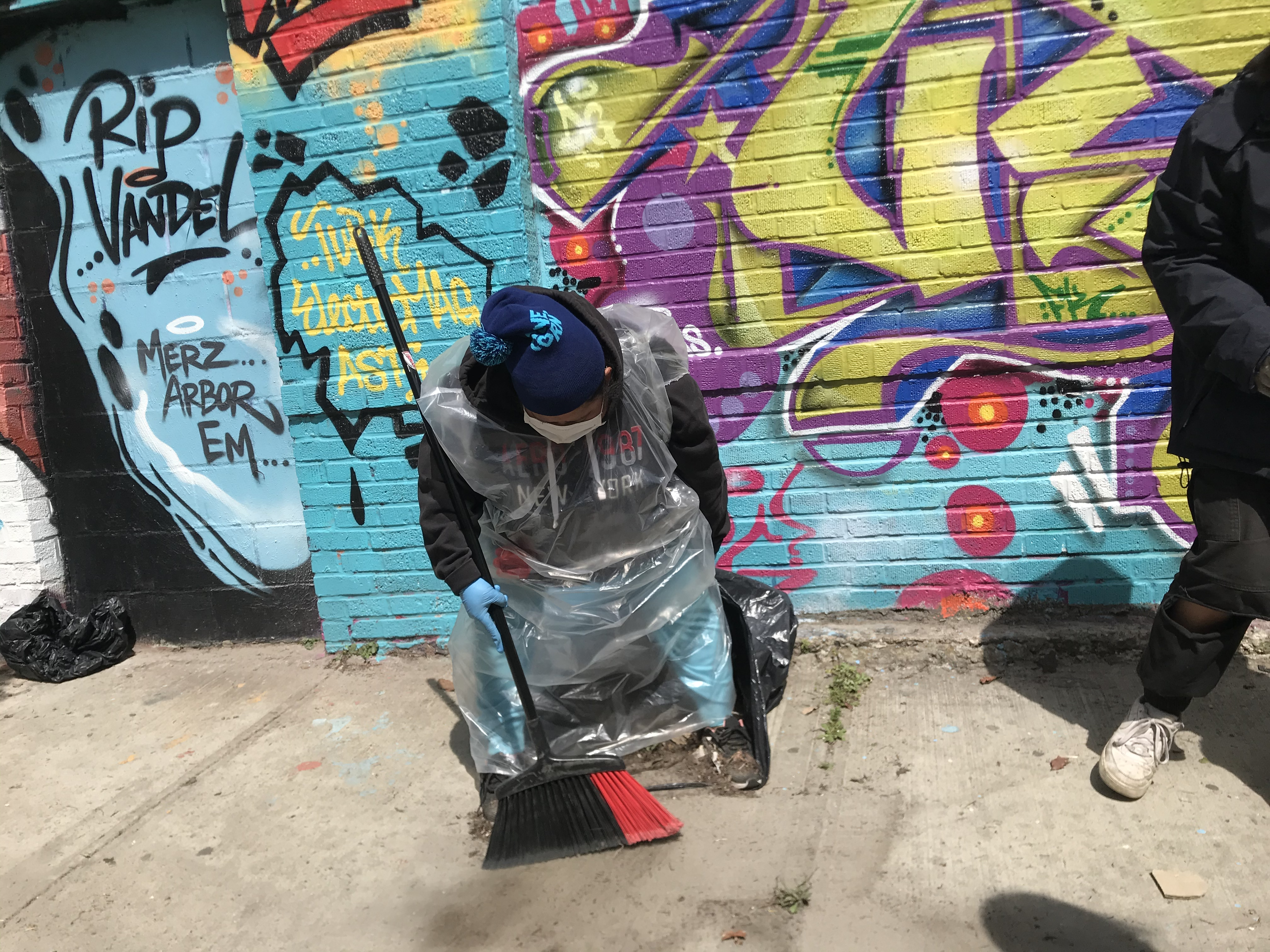
Voluntari de neteja de carrers utilitzant una escombra, Dia de la Terra 2021
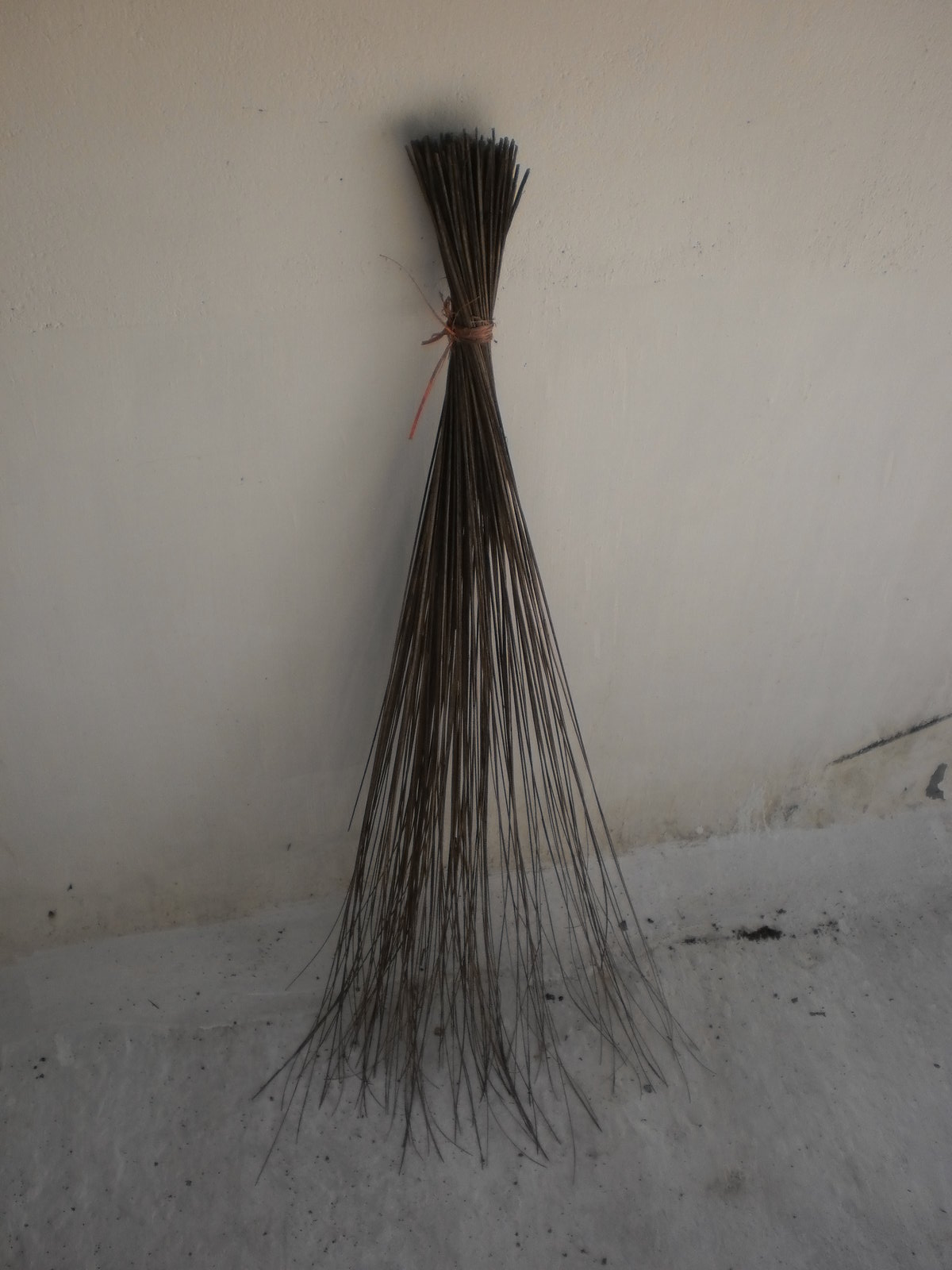
Escombra feta amb la tija d'una fulla de coco